# Gerolamo Rovetta
Gerolamo Rovetta (Brescia, 30 novembre 1851 – Milano, 8 maggio 1910) è stato uno scrittore e drammaturgo italiano.

## Biografia

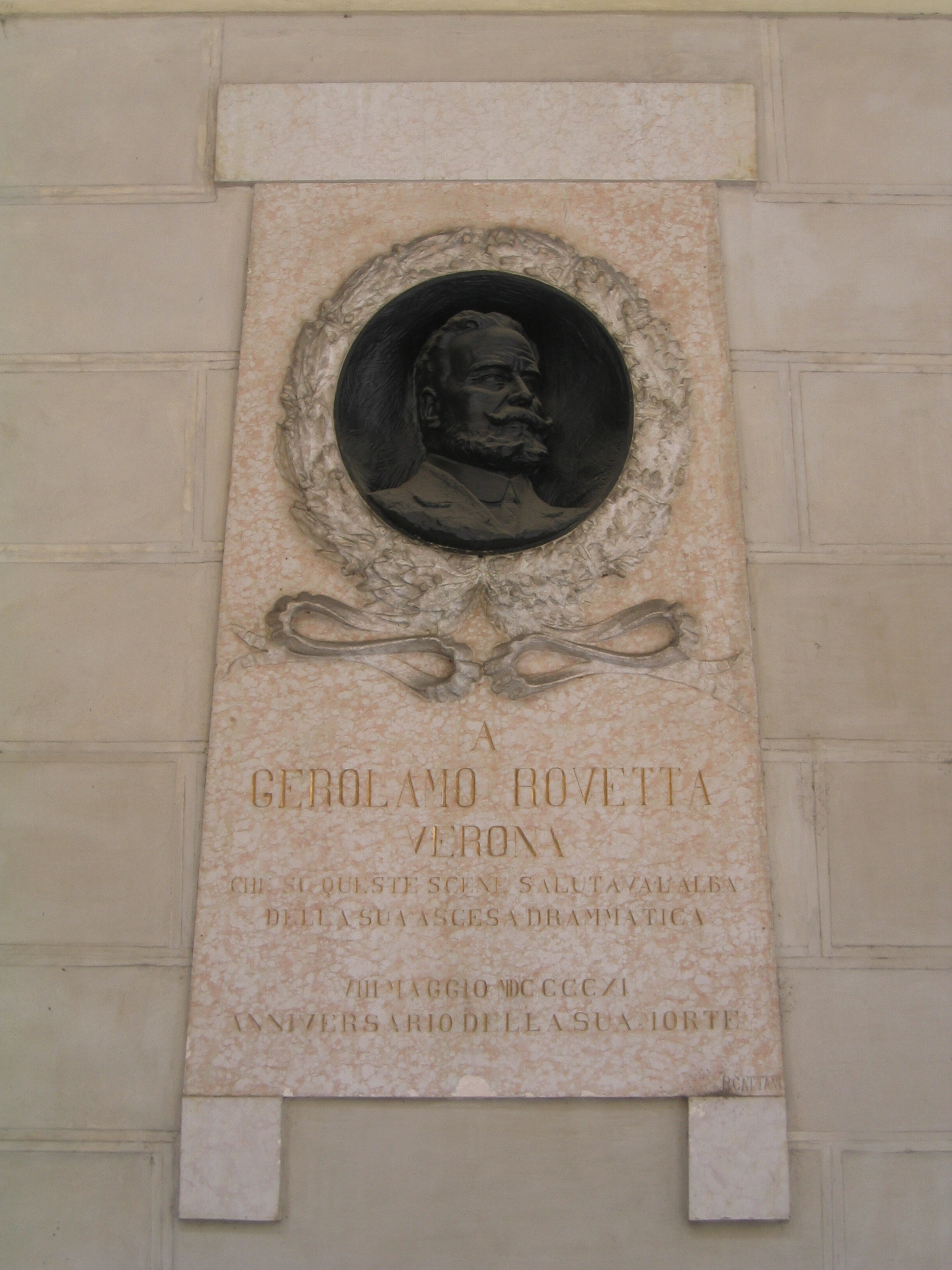
Lapide commemorativa, a Verona

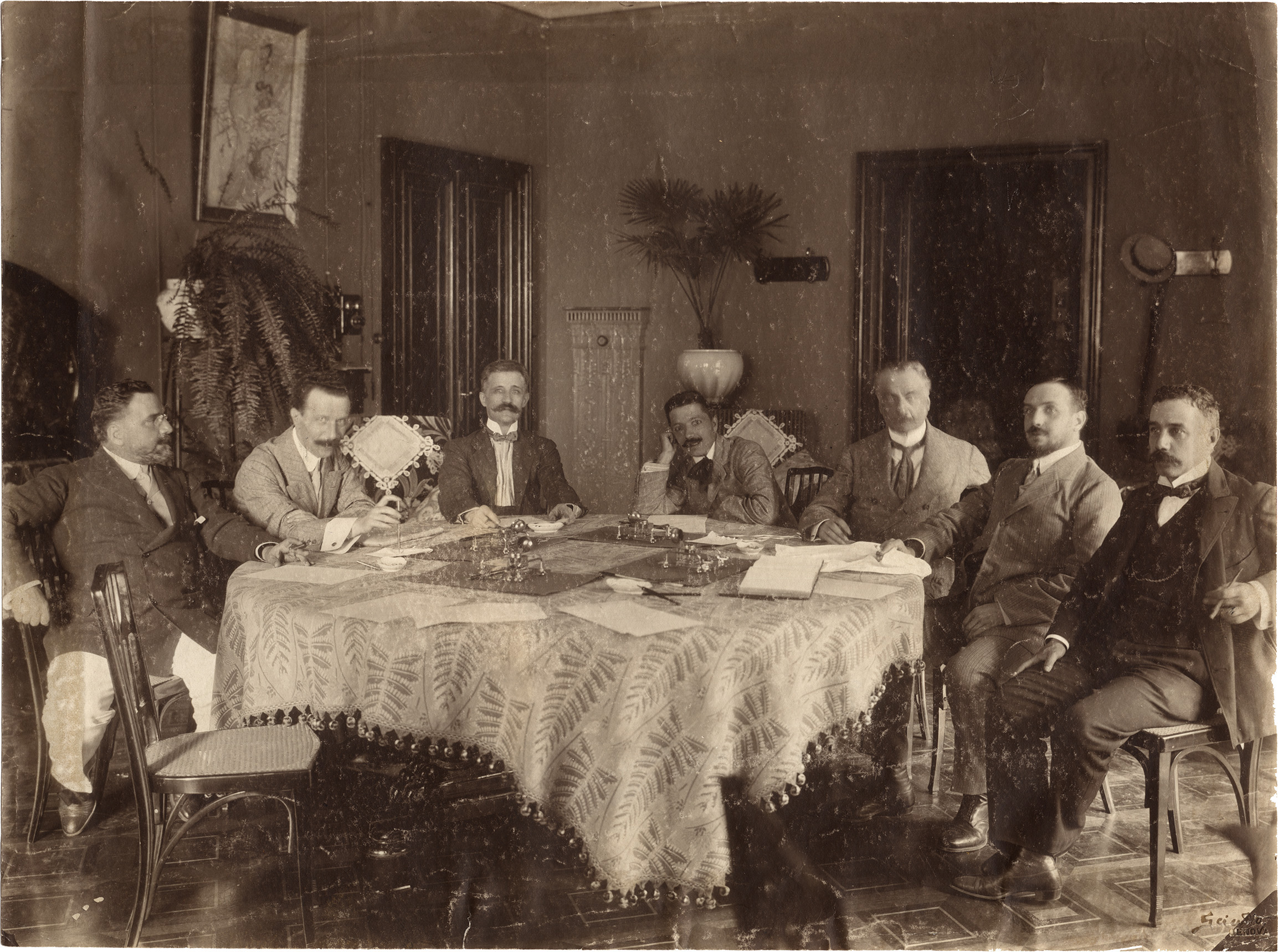
Gerolamo Rovetta (a sinistra) nel 1907 con Marco Praga, Giannino Antona Traversi, Augusto Novelli, Domenico Oliva, Renato Simoni e Sabatino Lopez

Figlio del patriota bresciano Agostino Rovetta e della benestante Maria Ghisi, che fu madre distratta dalla natura ambiziosa e dalla vita di società. Il piccolo Gerolamo perse il padre all'età di nove anni e dovette seguire a Verona la madre risposata. Affidato a pedagoghi incapaci, studiò poco e male, lasciandosi presto coinvolgere dalla vita di società del salotto materno, dove conobbe giornalisti, letterati e artisti.
La crescente passione per l'arte e le disponibilità finanziarie assicurategli dalla eredità del patrimonio paterno lo indussero a trasferirsi a Milano, dove gli riuscì facile introdursi nell'alta società e dove pubblicò il suo primo romanzo Mater dolorosa. Ben presto la vita dissipata lo ridusse in gravi difficoltà economiche, fino a spingerlo al suicidio. Lasciò incompiuto il suo ultimo romanzo, Il successore.

## Tra psicologia e verismo
Fu autore di romanzi e racconti, nei quali rivelò una certa attitudine alla osservazione psicologica, peraltro poco approfondita, nonché di opere teatrali. Il suo primo romanzo fu Mater dolorosa, scritto nel 1882, ambientato nel mondo dei nobili, che fu spesso campo di osservazione delle sue commedie d'intreccio.
Gerolamo Rovetta può essere definito uno scrittore verista, perché le sue opere nascono dall'osservazione attenta della società e dei singoli individui, rappresentati talvolta con pessimismo, talvolta con ironia. Tuttavia i suoi personaggi restano su uno sfondo tardo-romantico con oscillazioni e contraddizioni, che in ogni caso fanno di questo scrittore un interprete del suo tempo. Egli apprezzò i libri dei francesi Émile Zola e Alphonse Daudet, dai quali trasse l'ispirazione per i suoi drammi, rappresentanti la politica e la borghesia lombarda fra l'Ottocento e il Novecento, lontane ormai dagli ideali del Risorgimento e con le incertezze tipiche di un'età di transizione.

## Notorietà
Fu amato dal pubblico e la sua popolarità non fu legata solo all'opera principale Romanticismo, ma anche ad alcuni romanzi che ebbero grande diffusione. Tra questi Mater dolorosa (1882), La Signorina (1900), La Baraonda (1905) .
Il dramma Romanticismo ebbe successo per il suo contenuto patriottico, e successivamente ne fu anche tratto un film per la regia di Clemente Fracassi e l'interpretazione di Amedeo Nazzari e Clara Calamai. In teatro sia Romanticismo che I disonesti ebbero in Paola Pezzaglia un'interprete ideale.

## Opere
Gerolamo Rovetta fu autore molto prolifico. L'elenco che segue, con articolazione narrativa e teatro, non esaurisce la sua abbondante produzione. Molte di queste opere furono pubblicate da Garzanti, Sonzogno, Mondadori.

### Romanzi e racconti

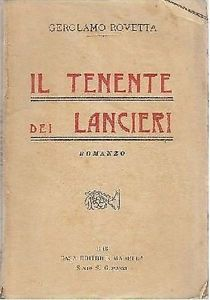
Copertina de Il tenente del lancieri, Edizioni Madella

- Il primo amante, romanzo, Milano, 1892
- La Baraonda, romanzo, Milano, 1894
- Il tenente dei Lancieri, romanzo, Milano, 1896
- La Signorina, Milano, 1900
- La moglie di Sua Eccellenza, Milano, 1904
- Mater dolorosa, romanzo, Milano, 1882
- L'idolo, romanzo, Milano, 1898
- Le lacrime del prossimo, romanzo, Milano, 1888
- Cinque minuti di riposo!, scritti vari (postumo), Milano, 1912
- Casta Diva, novelle, Milano, 1903
- Baby, ed altre novelle, Milano, 1886
- Ninnoli, racconti, Milano, 1882
- Il processo Montegù, romanzo, Milano, 1884
- Sott'acqua, romanzo, Milano, 1883
- Tiranni minimi, racconti, Milano, 1886
- Cavalleria assassina, racconti

### Teatro
- La Trilogia di Dorina, commedia in tre atti, Milano, 1891
- Romanticismo, dramma in quattro atti, Teatro Alfieri di Torino, 1901
- Un volo dal nido, commedia in tre atti, Verona, 1877
- La Moglie di Don Giovanni, dramma in quattro atti, Verona, 1877
- In Sogno, commedia in quattro atti, Verona, 1878
- Gli Uomini pratici, commedia in tre atti, Milano, 1879
- Scellerata!..., commedia in un atto, Milano, 1882
- Collera cieca!, commedia in due atti, Verona, 1878
- La Contessa Maria, dramma in quattro atti, Milano, 1883
- I Barbarò, dramma in un prologo e quattro atti
- Madame Fanny, commedia in tre atti, Milano, 1895
- Marco Spada, commedia in quattro atti, Milano, 1892
- La Cameriera nova, commedia in due atti, in dialetto veneziano, Milano, 1893
- Alla Città di Roma, commedia in due atti, Milano, 1891
- La Realtà, dramma in tre atti, Milano, 1895
- Principio di Secolo, dramma in quattro atti, Milano, 1897
- I Disonesti, dramma in tre atti, Milano, 1894
- Il ramo d'Ulivo, commedia in tre atti, Milano, 1899
- Il Poeta, commedia in tre atti, Milano, 1899
- Le due coscienze, commedia in tre atti, Milano, 1901
- La Moglie giovine, commedia in quattro atti, Roma, 1899
- A rovescio!, commedia in un atto
- La Baraonda, dramma in cinque atti, Milano, 1894
- Il Re Burlone, dramma in quattro atti, Milano, 1905
- Il Giorno della Cresima, commedia in tre atti, Milano, 1906
- Papà Eccellenza, dramma in tre atti, Milano, 1908
- Molière e sua Moglie, commedia in tre atti, Milano, 1911